# It's Too Funky in Here
"It's Too Funky in Here" é uma canção gravada por James Brown. Lançada como single em maio de 1979, alcançou o número 15 da parada  R&B. Também aparece no álbum   The Original Disco Man. O crítico musical Robert Christgau elogiou a canção como a "música disco do ano".
Performances ao vivo da canção aparecem nos álbuns Hot on the One, Live in New York e Live at Chastain Park.